# سرجو تدسکو
سرجو تدسکو (ایتالیایی: Sergio Tedesco؛ ‏ ۲۳ آوریل ۱۹۲۸ – ۳ ژوئن ۲۰۱۲) بازیگر، صداپیشه و خوانندهٔ تنور اپرا اهل ایتالیا بود.
از فیلم‌هایی که وی در آنها نقش داشته‌است، می‌توان به فرشته سپید اشاره کرد.